# Berviller-en-Moselle
Pour les articles homonymes, voir Berrwiller et Moselle.
Berviller-en-Moselle est une commune française située dans le département de la Moselle et le bassin de vie de la Moselle-est, en région Grand Est.

## Géographie

### Géologie et relief
La commune se compose de 36,67 hectares de territoires artificialisés (6,63 %), 355,98 hectares de territoires agricoles (64,37 %) et 160,09 hectares de forêts et milieux semi-naturels (28,95 %).
Le village se situe à 8,5 kilomètres de Bouzonville, directement à la frontière franco-allemande et plus particulièrement entre la Lorraine et la Sarre, sur les hauteurs du Saargau. 

### Communes limitrophes
| Villing  | Vaudrevange (Allemagne) |                       |
| Rémering | Berviller-en-Moselle    | Überherrn (Allemagne) |
|          | Merten                  |                       |

### Hydrographie et les eaux souterraines
Hydrogéologie et climatologie : Système d’information pour la gestion des eaux souterraines du bassin Rhin-Meuse :
Territoire communal : Occupation du sol (Corinne Land Cover); Cours d'eau (BD Carthage),
Géologie : Carte géologique; Coupes géologiques et techniques,
 Hydrogéologie : Masses d'eau souterraine; BD Lisa; Cartes piézométriques.

#### Réseau hydrographique
La commune est située dans le bassin versant du Rhin au sein du bassin Rhin-Meuse. Elle est drainée par le ruisseau le Weisbach et le ruisseau le Dorbach.

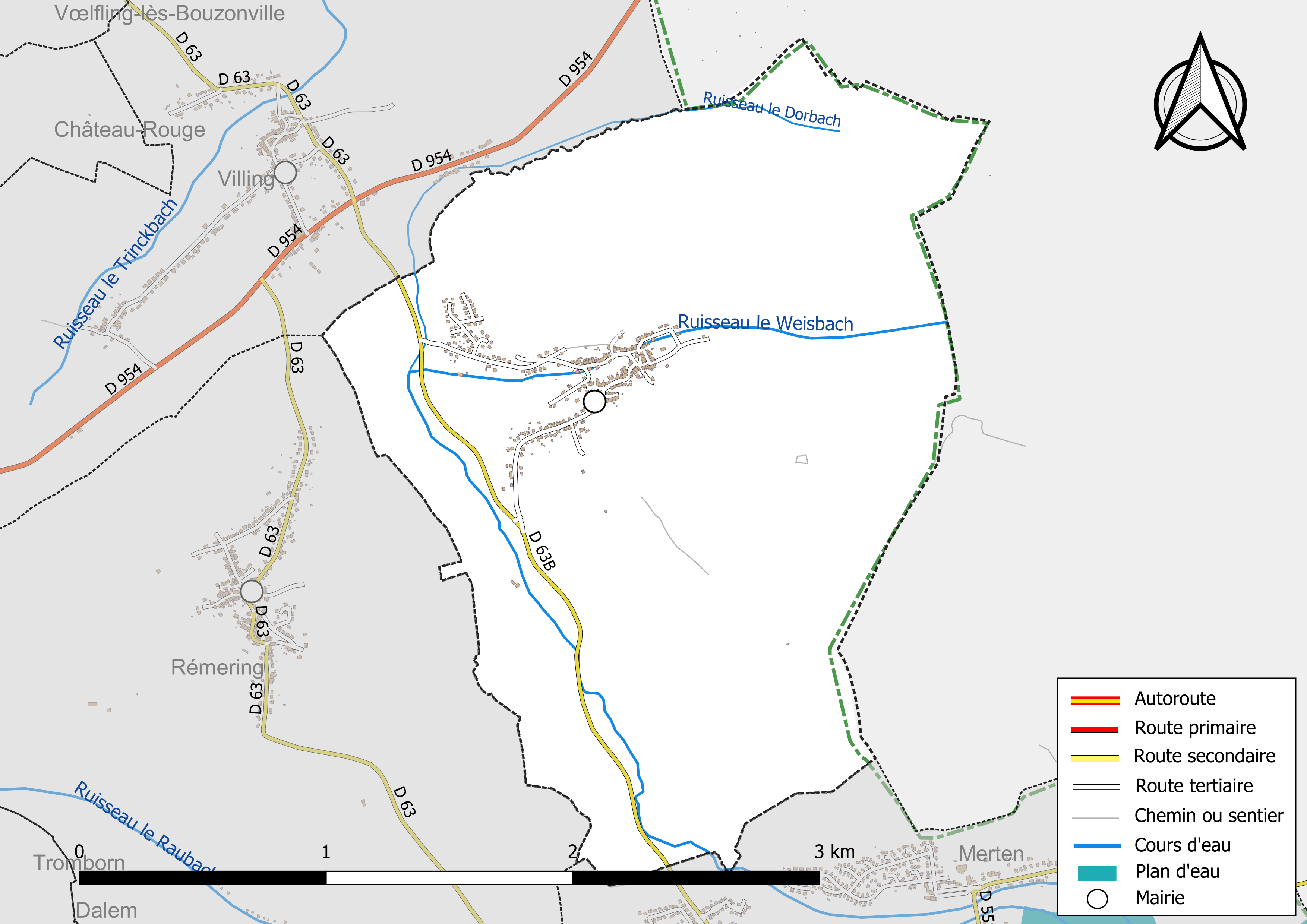
Réseaux hydrographique et routier de Berviller-en-Moselle.

#### Gestion et qualité des eaux
Le territoire communal est couvert par le schéma d'aménagement et de gestion des eaux (SAGE) « Bassin Houiller ». Ce document de planification, dont le territoire est approximativement délimité par un triangle formé par les villes de Creutzwald, Faulquemont et Forbach, d'une superficie de 576 km2, a été approuvé le 27 octobre 2017. La structure porteuse de l'élaboration et de la mise en œuvre est la région Grand Est. Il définit sur son territoire les objectifs généraux d'utilisation, de mise en valeur et de protection quantitative et qualitative des ressources en eau superficielle et souterraine, en respect des objectifs de qualité définis dans le SDAGE  du Bassin Rhin-Meuse.

## Urbanisme

### Typologie
Au 1er janvier 2024, Berviller-en-Moselle est catégorisée commune rurale à habitat dispersé, selon la nouvelle grille communale de densité à sept niveaux définie par l'Insee en 2022.
Elle est située hors unité urbaine et hors attraction des villes,.

### Occupation des sols
L'occupation des sols de la commune, telle qu'elle ressort de la base de données européenne d’occupation biophysique des sols Corine Land Cover (CLC), est marquée par l'importance des territoires agricoles (64,4 % en 2018), en diminution par rapport à 1990 (66,4 %). La répartition détaillée en 2018 est la suivante : 
terres arables (50,1 %), forêts (29 %), zones agricoles hétérogènes (7,7 %), zones urbanisées (6,6 %), cultures permanentes (6,5 %), prairies (0,1 %). L'évolution de l’occupation des sols de la commune et de ses infrastructures peut être observée sur les différentes représentations cartographiques du territoire : la carte de Cassini (XVIIIe siècle), la carte d'état-major (1820-1866) et les cartes ou photos aériennes de l'IGN pour la période actuelle (1950 à aujourd'hui).

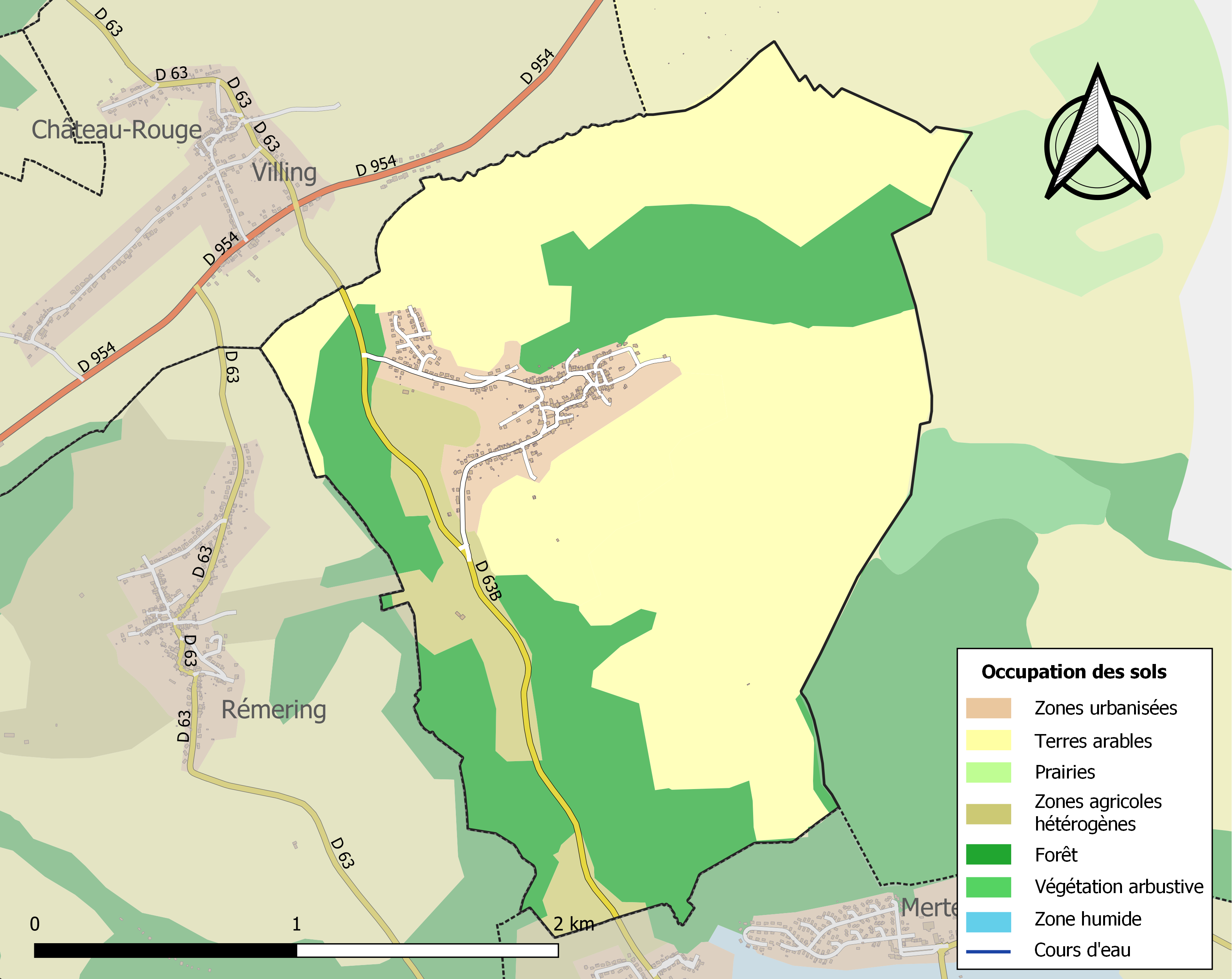
Carte des infrastructures et de l'occupation des sols de la commune en 2018 (CLC).

### Habitat et logement
En 2018, le nombre total de logements dans la commune était de 216, alors qu'il était de 212 en 2013 et de 189 en 2008.
Parmi ces logements, 93,1 % étaient des résidences principales, 0 % des résidences secondaires et 6,9 % des logements vacants. Ces logements étaient pour 92,1 % d'entre eux des maisons individuelles et pour 7,5 % des appartements.
Le tableau ci-dessous présente la typologie des logements à Berviller-en-Moselle en 2018 en comparaison avec celle de la Moselle et de la France entière. Une caractéristique marquante du parc de logements est l'absence de résidences secondaires et logements occasionnels, contrairement au département (2,1 %) et à celle de la France entière (9,7 %). Concernant le statut d'occupation de ces logements, 88,5 % des habitants de la commune sont propriétaires de leur logement (87,4 % en 2013), contre 59,8 % pour la Moselle et 57,5 % pour la France entière.
| Typologie                                               | Berviller-en-Moselle | Moselle | France entière |
| ------------------------------------------------------- | -------------------- | ------- | -------------- |
| Résidences principales (en %)                           | 93,1                 | 88,7    | 82,1           |
| Résidences secondaires et logements occasionnels (en %) | 0                    | 2,1     | 9,7            |
| Logements vacants (en %)                                | 6,9                  | 9,2     | 8,2            |

### Voies de communications et transports

#### Voies routières
- A4, appelée aussi Autoroute de l'Est. Échangeurs Saint Avold, Boulay, Farébersviller.
- A320. Échangeurs Freyming - Merlebach, Merlebach.

#### Transports en commun
- Fluo Grand Est.

#### Lignes SNCF

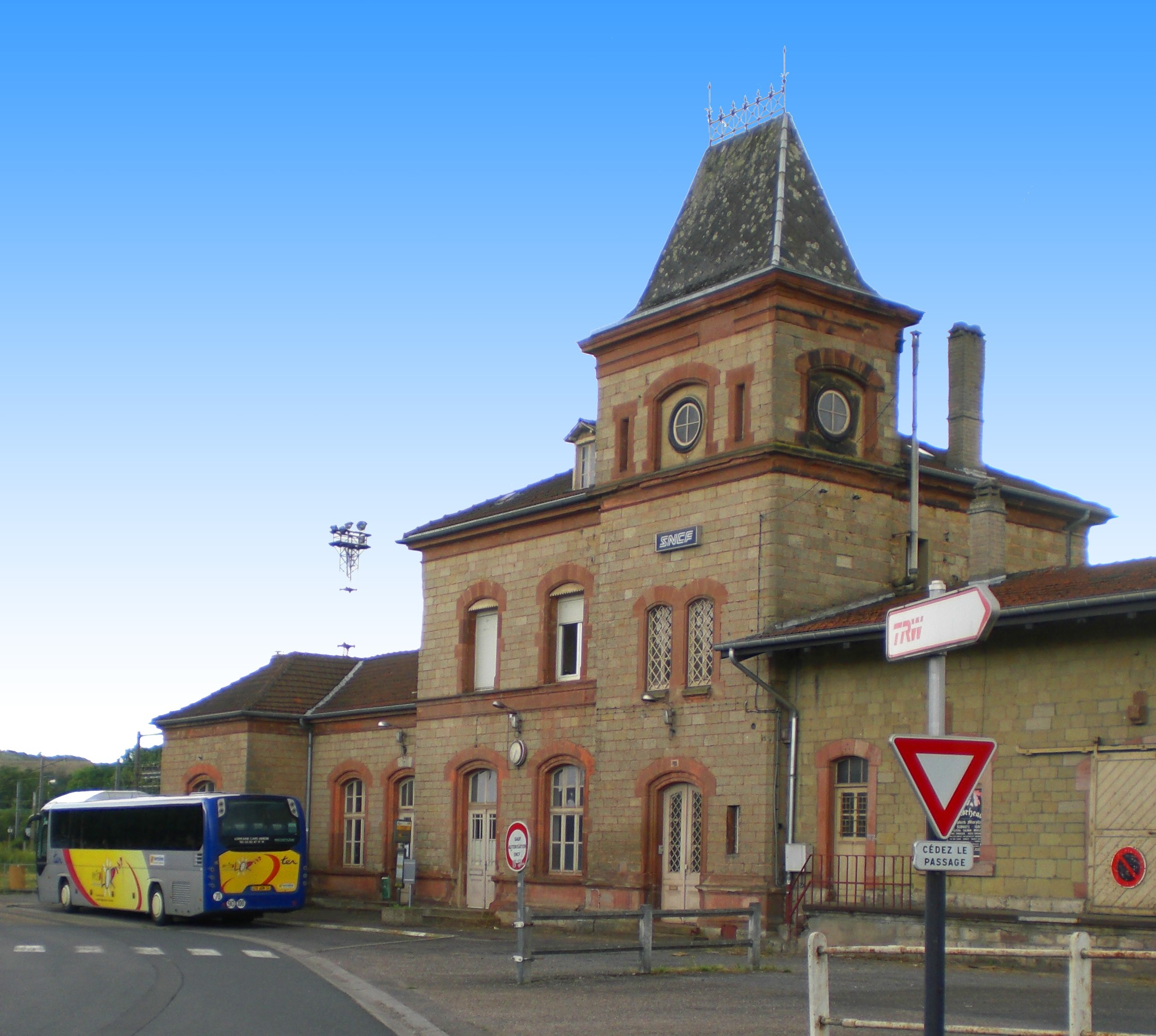
Gare de Bouzonville.

- Gare de Bouzonville.
- Gare d'Anzeling.
- Gare de Béning.
- Gare de Forbach.
- Gare de Saint-Avold.

#### Transports aériens
- L'Aéroport d'Épinal-Mirecourt « Vosges Aéroport ».

À partir de l'été 2021, l’aéroport d’Épinal-Mirecourt est devenu le "pélicandrome" de la Zone Est et servira ainsi de base de ravitaillement et d’intervention pour les avions bombardiers d’eau connus sous le nom de Dash 8.
- Aéroport de Sarrebruck.
- Aéroport de Metz-Nancy-Lorraine.

## Toponymie
- En francique lorrain : Beerweller et Bersch. En allemand : Berweiler.
- 1361 : Berwilre[9], 1544 : Berviller, 1625 : Berscheweiler, 1667 : Bersweiler, 1681 : Bervoyler[10], 1793: Berweiler, 1801 : Belvillere, XIXe siècle : Berweiller et Berveiller, 1932 : Berviller-en-Moselle[11].

La première mention écrite du village date de 1293, sous la forme Berwure, qui pourrait provenir du nom d'homme germanique Bero avec le suffixe villa, transformé par la suite en weiler. Mais il est plus probable que par opposition aux communes du Warnt qui se trouvent à une altitude moins élevée avec un sol sablonneux : « le griis » et Berviller qui fait la transition entre le sable et le calcaire « le gau » qui est une couche géologique qui se trouve surélevé par rapport au sable du bassin houiller. En  associant berg et Villa cela donne Bergvilla. Le « g » aurait simplement disparu au fil du temps. D'ailleurs en 1625, on appelait le village Berscheweiler « Berg » se prononçant Bersch en francique mosellan. « Villa » étant simplement l'appellation romaine d'une habitation. « Viller » se prononçant « villa » en francique mosellan.

## Histoire
Au plus loin qu'il est possible de remonter, Berviller fait partie des fiefs du duché de Lorraine, d'abord dans l'office de Berus, puis dans la prévôté de Bouzonville. La propriété foncière était au seigneur de Metternich de Château-Rouge en 1611, puis aux barons de Hausen et d'Ahr en 1681. Enfin, lors de la Révolution française, Nicolas de Lasalle, seigneur de Merten, se revendique également seigneur de Berviller.
Parmi les activités des habitants, il est intéressant de citer une exploitation de minerai de fer, mentionnée à partir de la Révolution. Il s'agissait d'une exploitation à ciel ouvert par de petits puits, permettant d'extraire du fer en dragées dont on récoltait environ 1000 quintaux par an. Il était destiné à la fonte de moulage. Plus tard, une mine en galerie est exploitée sous les communes de Berviller, Tromborn et Rémering ; une dizaine de galeries emploient alors vingt à vingt-quatre mineurs. Un tuilier et deux cloutiers ont également exercé dans le village.
La commune comptait aussi deux moulins. Le plus ancien, celui de Felschling, était le moulin banal pour les habitants de Berviller ; reconstruit après la guerre de Trente Ans, il dépend de la seigneurie d'Ahr et d'Hausen. Dans un extrait de « Unsere Heimat » Mitteilungsblatt des Landkreises Saarlouis für Kultur und Landschaft. 13. und 15. Jahrgang, Hefte Nr ½, 1988-3, 1989-1, 1990-3, 1990, on peut traduire ceci : « En 1572 Ehrard Ölschleger mentionne un moulin entre Berviller et Rémering sur un inventaire des biens de la comtesse Anna von Isenburg, châtelaine de Berus, ce qui ne peut correspondre qu’à un moulin de Felschling ». Ce dernier se trouvant à moins de vingt mètres au nord-est du bâtiment du moulin de Felschling construit en 1737 car des fondations ont été découvertes plus près de la rivière.
Le Moulin-Neuf ou Weissbachmühle ne date que du début du XIXe siècle et est construit par Antoine Schidler. En 1812, la statistique industrielle de la Moselle parle de trois moulins à Berviller, mais il est probable qu'on comptait aussi un moulin à huile. Ce dernier, situé à l'extrémité du village sur le chemin de la chapelle Sainte-Oranne, est construit en 1825 par Mathias Folschweiller et Maria Kuhn. On peut admirer l'entrée de la maison, chapeautée d'un magnifique linteau. On comptait au XIXe siècle pas moins de 300 ou 400 noyers dans les vergers de Berviller. Il doit en rester une trentaine de nos jours. C'est après la Seconde Guerre mondiale que Victor Bur et son épouse Catherine Schmitt acquirent la bâtisse qui, depuis longtemps, avait cessé toute activité huilière.

## Politique et administration

### Rattachements administratifs et électoraux

#### Rattachements administratifs
La commune se trouve dans l'arrondissement de Boulay-Moselle du département de la Moselle.  
Elle faisait partie depuis 1801 du canton de Bouzonville. Dans le cadre du redécoupage cantonal de 2014 en France, cette circonscription administrative territoriale a disparu, et le canton n'est plus qu'une circonscription électorale.

#### Rattachements électoraux
Pour les élections départementales, la commune fait partie depuis 2014 d'un nouveau canton de Bouzonville passé de 32 à 55 communes
Pour l'élection des députés, elle fait partie de la septième circonscription de la Moselle.

### Intercommunalité
Berviller-en-Moselle était membre de la petite communauté de communes de la Houve, un établissement public de coopération intercommunale (EPCI) à fiscalité propre créé fin 2005 et auquel la commune avait transféré un certain nombre de ses compétences, dans les conditions déterminées par le code général des collectivités territoriales.
Dans le cadre des dispositions de la loi portant nouvelle organisation territoriale de la République du 7 août 2015, qui prévoit que les établissements publics de coopération intercommunale (EPCI) à fiscalité propre doivent avoir un minimum de 15 000 habitants, cette intercommunalité a fusionné avec sa voisine pour former, le 1er janvier 2017, la communauté  de communes de la Houve et du Pays Boulageois, dont est désormais membre la commune.

### Liste des maires
| Période                                  | Période                        | Identité        | Étiquette | Qualité        |
| ---------------------------------------- | ------------------------------ | --------------- | --------- | -------------- |
| Les données manquantes sont à compléter. |                                |                 |           |                |
| mars 1983                                | mars 2008                      | Hubert Gehl     |           |                |
| mars 2008                                | septembre 2022                 | Christine Thiel |           | Démissionnaire |
| octobre 2022                             | En cours (au 16 décembre 2022) | Laurine Gillot  |           | [ 18 ]         |

### Budget et fiscalité 2023
En 2023, le budget de la commune était constitué ainsi :
- total des produits de fonctionnement : 351 000 €, soit 754 € par habitant ;
- total des charges de fonctionnement : 210 000 €, soit 451 € par habitant ;
- total des ressources d'investissement : 97 000 €, soit 208 € par habitant ;
- total des emplois d'investissement : 129 000 €, soit 277 € par habitant ;
- endettement : 115 000 €, soit 248 € par habitant.

Avec les taux de fiscalité suivants :
- taxe d'habitation : 8,50 % ;
- taxe foncière sur les propriétés bâties : 22,53 % ;
- taxe foncière sur les propriétés non bâties : 43,62 % ;
- taxe additionnelle à la taxe foncière sur les propriétés non bâties : 0,00 % ;
- cotisation foncière des entreprises : 0,00 %.

Chiffres clés Revenus et pauvreté des ménages en 2021 : médiane en 2021 du revenu disponible, par unité de consommation : 24 100 €.

## Population et société

### Démographie

#### Évolution démographique
L'évolution du nombre d'habitants est connue à travers les recensements de la population effectués dans la commune depuis 1800. Pour les communes de moins de 10 000 habitants, une enquête de recensement portant sur toute la population est réalisée tous les cinq ans, les populations de référence des années intermédiaires étant quant à elles estimées par interpolation ou extrapolation. Pour la commune, le premier recensement exhaustif entrant dans le cadre du nouveau dispositif a été réalisé en 2007.

En 2022, la commune comptait 462 habitants, en évolution de −3,35 % par rapport à 2016 (Moselle : +0,52 %, France hors Mayotte : +2,11 %).
| 1800 | 1806 | 1821 | 1836 | 1841 | 1861 | 1866 | 1871 | 1875 |
| ---- | ---- | ---- | ---- | ---- | ---- | ---- | ---- | ---- |
| 428  | 422  | 418  | 658  | 633  | 545  | 527  | 473  | 460  |

| 1880 | 1885 | 1890 | 1895 | 1900 | 1905 | 1910 | 1921 | 1926 |
| ---- | ---- | ---- | ---- | ---- | ---- | ---- | ---- | ---- |
| 447  | 403  | 405  | 396  | 384  | 362  | 357  | 366  | 352  |

| 1931 | 1936 | 1946 | 1954 | 1962 | 1968 | 1982 | 1990 | 1999 |
| ---- | ---- | ---- | ---- | ---- | ---- | ---- | ---- | ---- |
| 316  | 321  | 326  | 353  | 379  | 370  | 454  | 479  | 447  |

| 2006 | 2007 | 2012 | 2017 | 2022 | - | - | - | - |
| ---- | ---- | ---- | ---- | ---- | - | - | - | - |
| 477  | 481  | 491  | 471  | 462  | - | - | - | - |

La communauté de Berviller est déjà connue avant la guerre de Trente Ans et en 1547, on sait que cinq habitants sont imposables, alors qu'en 1602 ils sont treize. Après la guerre, lors de la reconstitution du terrier, l'ancêtre du cadastre, on compte quarante-deux propriétaires dans le village et, parmi les étrangers, on relève des religieux comme l'abbaye Sainte-Croix de Bouzonville ou l'église de Merten, ainsi que divers seigneurs : les barons d'Eltz ou de Metternich, le marquis d'Harraucourt et les seigneurs de Varsberg.
Les divers recensements modernes nous montrent que la population depuis 1802 partant de 428 personnes, diminue régulièrement jusqu'en 1931, la croissance reprenant alors pour atteindre actuellement près de 500 personnes.

### Enseignement
Établissements d'enseignements :
- Écoles maternelles et primaires à Merten, Oberdorff, Dalem, Falck, Hargarten-aux-Mines.
- Écoles primaires à Merten, Oberdorff, Château-Rouge, Dalem, Tromborn
- Collèges à Falck, Creutzwald, Bouzonville, Ham-sous-Varsberg, L'Hôpital.
- Lycées à Creutzwald, Bouzonville, Boulay-Moselle, Freyming-Merlebach.

### Santé
Professionnels et établissements de santé :
- Médecins à Freyming-Merlebach, Saint Avol, Bambiderstroff, Creutzwald[26].
- Pharmacies à Merten, Falck, Bouzonville[27].
- Hôpitaux à Saint-Avold, Boulay-sous-Bois[28].

### Cultes
Les droits sur la paroisse sont initialement liés au couvent cistercien de Freistroff, avant de passer à partir de 1582 aux familles d'Ahr et d'Hausen, qui perçoivent l'ensemble des dîmes et des revenus qu'elles partagent avec le curé, nommé par celles-ci. On sait qu'en 1686, à la suite de la guerre de Trente Ans, l'église est petite et en mauvais état. Il paraîtrait même qu'elle a été brûlée vers 1650, tandis que le presbytère est complètement détruit. L'église est reconstruite en 1751, puis à nouveau restaurée au XIXe siècle. Le clocher contient une petite cloche datant de 1779, la Wedaglock, qui échappe à toutes les réquisitions. La paroisse de Berviller était souvent desservie par un curé voisin de Rémering ou de Merten.
Le village présente aussi une petite chapelle votive, datant de 1894, sur la route de la chapelle Sainte-Oranne. Son origine est liée à un accident ; en effet, Jean Kaas décède en 1890 malgré son transport à l'hôpital et les invocations à saint Blaise par sa femme Marie. La veuve fait alors construire par deux maçons du village cette chapelle et la dédie au saint, étant persuadée que le saint avait sauvé l'âme de son mari. La famille Bur acquit la propriété après la Seconde Guerre mondiale et Gérard, le fils de Catherine Bur, restaure avec l'aide de bénévoles le petit oratoire en 1994, à l'occasion du centième anniversaire de sa construction. Il en fait un petit joyau architectural, qui attire aujourd'hui des visiteurs nombreux.

## Culture locale et patrimoine

### Lieux et monuments
- L'église paroissiale Saint-Fiacre, construite en 1751 et restaurée au XIXe siècle.
- L'ancien moulin de Felschling construit en 1737.
- Un circuit transfrontalier est aménagé depuis 2005 et nommé chemin de la frontière (en allemand Alter Grenzweg). Il relie les villages voisins de Berviller et Berus, ainsi que la chapelle Sainte-Oranne et le monument des grands européens.
- La place du marché, avec la fontaine de l'ancien lavoir.
- La chapelle Saint-Blaise, érigée en 1894 sur la route de la chapelle Sainte-Oranne, à proximité d'un ancien moulin à huile.
- Une réplique de la grotte de Lourdes est érigée en périphérie du village[29]. Une procession aux flambeaux est organisée chaque année lors de la fête de l'Assomption, à la tombée de la nuit. Sur un parcours menant de l'église Saint-Fiacre à la grotte, elle rassemble des fidèles de toutes les localités environnantes, lorraines et sarroises.

Église Saint-Fiacre.
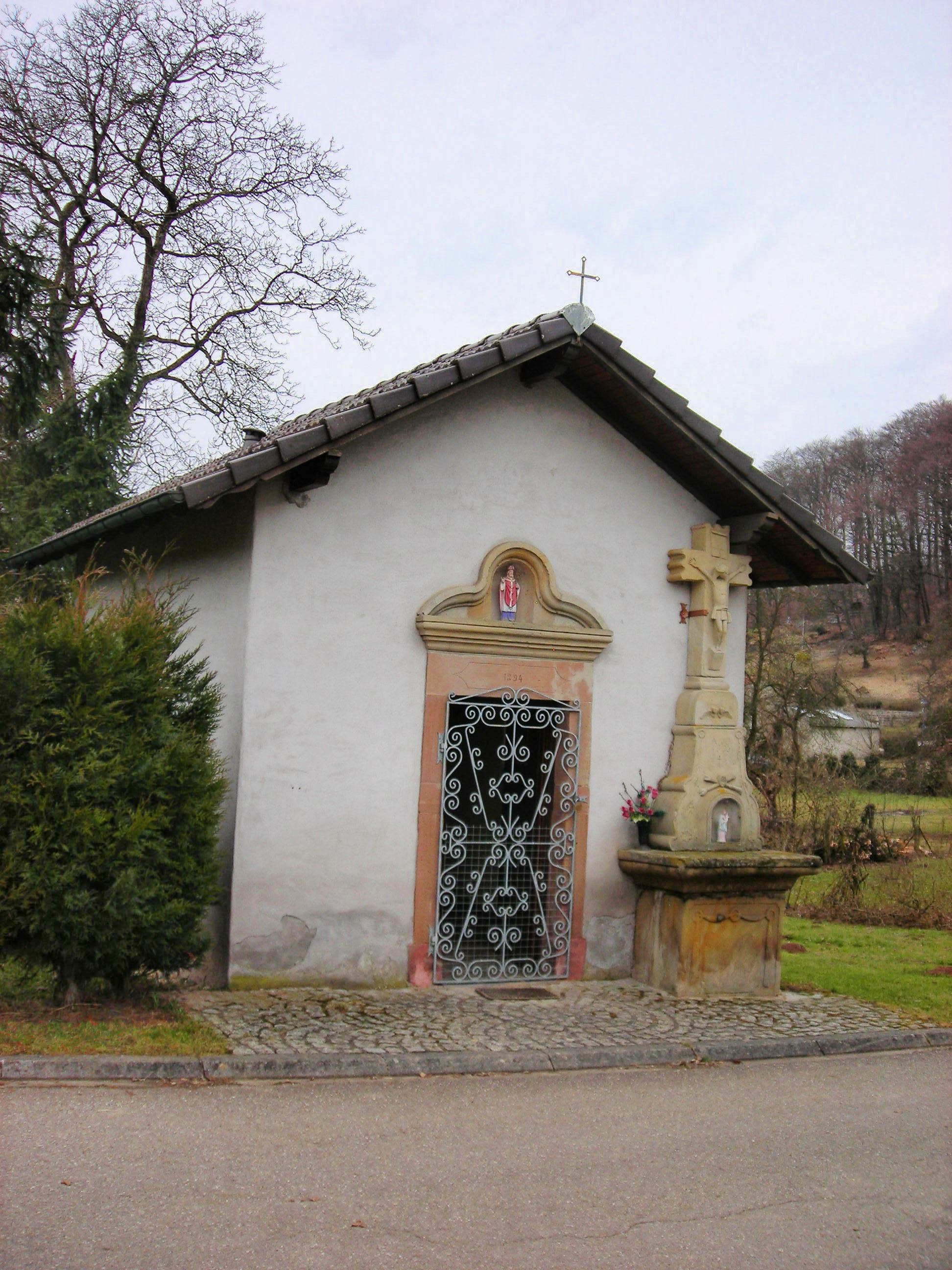
Chapelle Saint-Blaise.
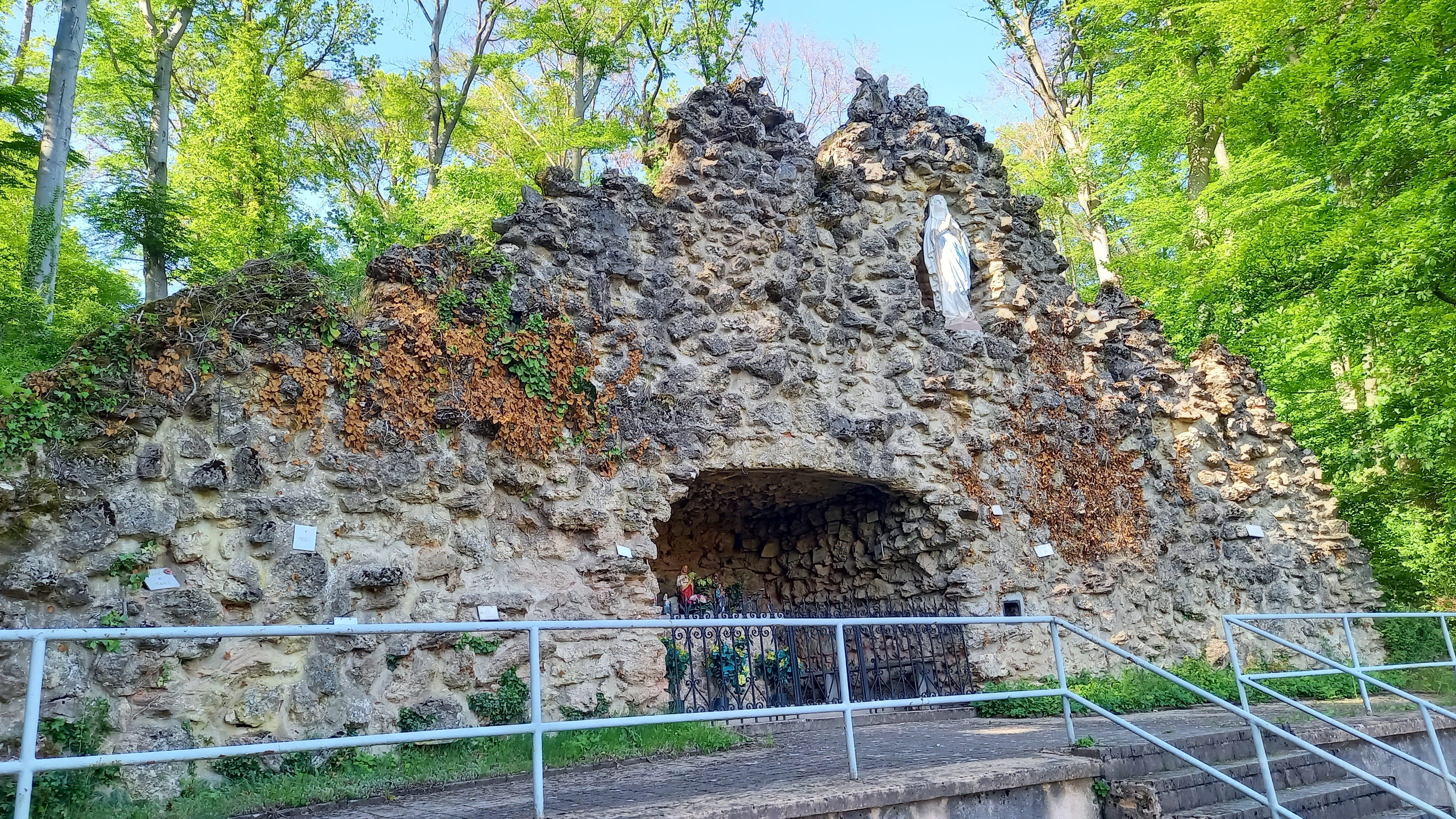
La grotte de Lourdes surplombant le village.
L'ancien moulin à huile.
L'intérieur de la chapelle Saint-Blaise.
La fontaine de l'ancien lavoir sur la place du village.
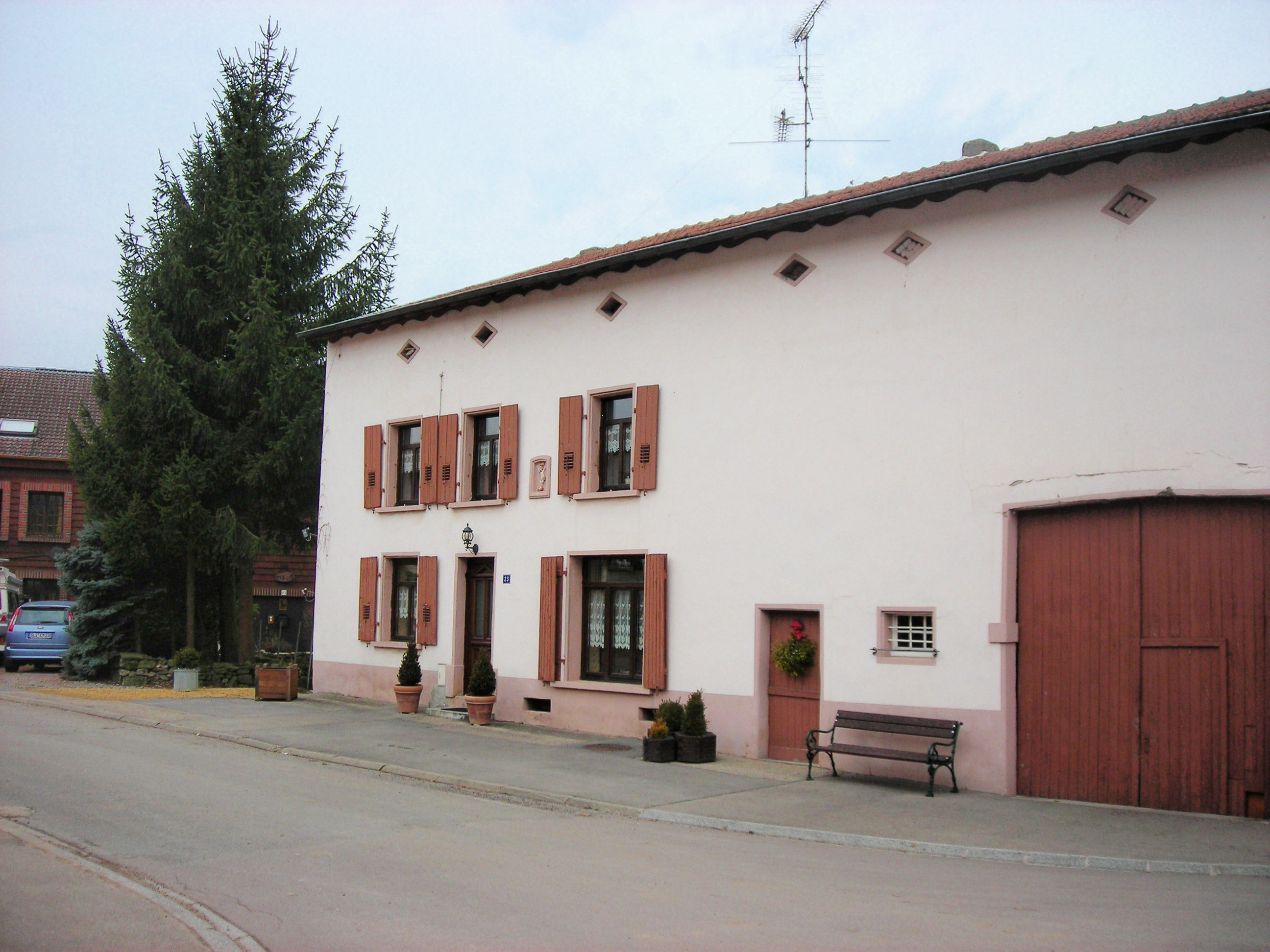
Maison lorraine typique au centre du village.

### Personnalités liées à la commune
- La famille Guldner, qui a produit de nombreux sculpteurs depuis le XVIIe siècle, tire ses racines du village de Berviller. Au XVIIIe siècle, cinq frères travaillent en particulier pour l'abbaye prémontrée de Wadgassen et forment une école que l'on désigne alors sous le terme de « baroque de Berus ». Les endroits où peuvent encore se voir leurs œuvres sont surtout Berus, l'église Saint-Nicolas de Sarreguemines, l'église et la chapelle de Grosbliederstroff, ainsi que Kemplich et Waldwisse. Ces Guldner sont cinq à travailler ensemble dans un atelier commun. Parmi leurs descendants, on ne compte pas moins de vingt-neuf sculpteurs et la tradition se perpétue encore, puisque des membres de cette famille exercent le métier de marbriers à Forbach[30].

### Surnom des habitants
Les habitants de Berviller étaient affublés par leurs voisins du sobriquet de Essig Loch (les Trous à vinaigre), la tradition avançant deux hypothèses comme explication : la première affirme que la petite vigne du Hanfreutz ne produisait qu'une piquette devenant vite vinaigre, alors que d'autres avancent qu'à Berviller on faisait du vinaigre de poires revendu aux villages environnants.

### Héraldique
| Blason de Berviller-en-Moselle | Blason  | Deux roses d'argent et une étoile de même |
| Blason de Berviller-en-Moselle | Détails | La commune s'est choisie des armoiries rapellant la famille d'Ahr qui possédait la seigneurie, en y ajoutant la bêche de saint Fiacre, patron de la paroisse. |

## Pour approfondir